# Втрати Інтернаціонального легіону територіальної оборони України
У статті подано список загиблих бійців Інтернаціонального легіону територіальної оборони України та відомості про них.

## Поіменний список
| п/п | Прізвище, ім'я                 | Місце смерті                       | Дата народження  | Дата смерті      |
| --- | ------------------------------ | ---------------------------------- | ---------------- | ---------------- |
| 1   | Скотт «Сібс» Сіблі             | Донецька область                   | 1986             | 25 квітня 2022   |
| 2   | Вілл Джозеф Кансел             |                                    | 1999             | 25 квітня 2022   |
| 3   | Ентоні Тай Ан Во               | Миколаївська область               | 20 липня 1996    | 28 квітня 2022   |
| 4   | Рональд Фогелаар               | поблизу м. Харкова                 | 29 січня 1966    | 5 травня 2022    |
| 5   | Стівен Д. Забельські           | с. Дорожнянка Запорізької області  | 1 червня 1969    | 15 травня 2022   |
| 6   | Майкл Чарльз О'Ніл             |                                    | 1975             | 25 травня 2022   |
| 7   | Вілфрід Блеріо                 | Харківська область                 |                  | 1 червня 2022    |
| 8   | Берн Бенджамін Клавіс          | Харківська область                 |                  | 3 червня 2022    |
| 9   | Андре Льюіс Гак Бані           | Луганська область                  | 1979             | 5 червня 2022    |
| 10  | Джордан Гетлі                  | Сєвєродонецьк                      | 1997             | 5 червня 2022    |
| 11  | Олексій Чубашев                | Сєвєродонецьк                      | 6 листопада 1991 | 10 червня 2022   |
| 12  | Таліта до Валле                | Харків                             | 1983             | 30 червня 2022   |
| 13  | Дуглас Родрігес Буріо          | Харків                             | 1982             | 30 червня 2022   |
| 14  | Люк «Скайвокер» Луцишин        | Донецька область                   | 1991             | 18 липня 2022    |
| 15  | Браян «Рагнар» Янг             | Донецька область                   | 1971             | 18 липня 2022    |
| 16  | Едвард Селандер Партіньяні     | Бахмутський район                  | 1994             | 18 липня 2022    |
| 17  | Еміль-Антуан «Бобер» Руа-Сіруа | Бахмутський район                  | 1991             | 18 липня 2022    |
| 18  | Домінік Брайс Абелен           | Донецька область                   | 1994             | 24 серпня 2022   |
| 19  | Рорі Мейсон                    | Харківська область                 |                  | 28 вересня 2022  |
| 20  | Партридж Дейн                  | Луганська область                  | 1988             | 11 жовтня 2022   |
| 21  | Ґреґґ Скайлер Джеймс           | Донецька область                   | 1999             | 5 листопада 2022 |
| 22  | Цен Шенгуан                    | м. Лиман, Донецька область         | 1994             | листопад 2022    |
| 23  | Григорій Цехмістренко          | біля м. Бахмут, Донецька область   | 1995             | 14 січня 2023    |
| 24  | Крістофер Джеймс Кемпбелл      | біля м. Бахмут, Донецька область   | 1995             | 6 квітня 2023    |
| 25  | Едвард Волтер Вілтон III       | с. Новоселівське Луганська область | 23 березня 2001  | 7 квітня 2023    |
| 26  | Кайл Портер                    | біля м. Бахмут, Донецька область   | 1995             | 26 квітня 2023   |
| 27  | Коул Зеленко                   | біля м. Бахмут, Донецька область   | 2001             | 26 квітня 2023   |
| 28  | Танель Крігулл                 | Загинув під Лиманом.               |                  | 30 вересня 2023  |
| 29  | Віттман Рудольф                |                                    | 1996             | 22 жовтня 2023   |